# TVN Fabuła
TVN Fabuła – polski kanał serialowo-filmowy, nadający od 16 kwietnia 2015.
Kanał nadaje pozycje serialowe z TVN, filmy kinowe, seriale zagraniczne oraz własne produkcje. Emituje również programy o kulturze, showbiznesie oraz talk-show z udziałami aktorów. Kanał jest nadawany w HDTV, w rozdzielczości 1080i. Nadawca udostępnia opcję oglądania filmów z polskim lektorem lub z oryginalną ścieżką dźwiękową i polskimi napisami.
Stacja nadaje codziennie seriale w systemie binge-watching, czyli po kilka odcinków jednego serialu z rzędu.
Lektorem programowym stacji jest Piotr Makowski. W przeszłości, od początku emisji do października 2018, był nim Przemysław Strzałkowski.

## Historia
Kanał rozpoczął nadawanie 16 kwietnia 2015 o godz. 21:00. Pierwszą pozycją w jego ofercie był film „Władca Pierścieni: Powrót króla”.
26 stycznia 2021 kanał rozpoczął testową emisję naziemną w standardzie DVB-T2 w jakości HD z pięciu nadajników w Warszawie, Katowicach, Bydgoszczy, Łodzi i Gdańsku. 29 czerwca 2021 zakończono jego nadawanie naziemne.
Szefowie kanału
Od 2015 szefem kanału był Maciej Świerzawski, którego rolę w czerwcu 2018 przejęła Małgorzata Jopek. W styczniu 2019 stanowisko to objęła Katarzyna Mazurkiewicz. W grudniu 2023 dyrektorką kanału została Lidia Kazen.